# سانتر-سود
سانتر-سود (به انگلیسی: Centre-Sud) یک محله در کانادا است که در Ville-Marie واقع شده‌است.